# Exit Humanity
Exit Humanity (no Brasil: Fim da Humanidade) é um filme canadense de 2011 do gênero apocalipse zumbi, escrito e dirigido por John Geddes.
O filme foi apresentado em vários festivais, como no Fantasporto, Fantaspoa, Toronto After Dark Film Festival, Leeds International Film Festival, Sitges International Fantastic Film Festival, Screamfest ou no Lund International Fantastic Film Festival.

## Sinopse
Ambientado no final da Guerra de Secessão, o mundo que os americanos conhecem está prestes a desaparecer depois que um surto de zumbis infectados explode pelo mundo (ou nos Estados Unidos).

## Elenco
- Mark Gibson ... Edward Young[2]
- Jordan Hayes ... Emma[2]
- Dee Wallace ... Eve[2]
- Bill Moseley ... General Williams[2]
- Stephen McHattie ... Johnson[2]
- Brian Cox ... narrador[2]
- Adam Seybold ... Isaac[2]
- Ari Millen ... Wayne[2]
- Jason David Brown ... Roy[2]